# Ferrocarril de Peña del Hierro
El ferrocarril de Peña del Hierro fue una línea férrea española de carácter minero-industrial que estuvo operativa entre 1914 y 1954, permitiendo dar salida a la producción de la mina de Peña del Hierro. Se trataba de una línea férrea de vía estrecha, con un ancho de 1000 milímetros, y contaba con una longitud de unos 21 kilómetros. En la actualidad el antiguo trazado se encuentra desmantelado, si bien se conservan algunas infraestructuras originales. 

## Historia

### Los orígenes
Durante el último tercio del siglo XIX la cuenca minera de Riotinto-Nerva vivió un fuerte auge, especialmente tras la llegada a la zona de las empresas británicas. Originalmente la mina de Peña del Hierro estuvo conectada con el ferrocarril de Riotinto mediante un ramal de unos tres kilómetros de longitud, perteneciente a la Rio Tinto Company Limited (RTC), a través del cual sus minerales llegaban hasta el puerto de Huelva. Este ramal funcionó entre 1883 y 1913, si bien las continuas desavenencias económicas entre la Peña Copper Mines Company Limited y la RTC llevaron a que la primera plantease la construcción de un ferrocarril propio para dar salida a sus tráficos de mineral. El origen del conflicto entre ambas empresas estuvo en la construcción del embalse de Tumbanales, en 1905, que contó con la frontal oposición de la RTC. Cuando la disputa se intensificó la compañía de Rio Tinto tomó la decisión unilateral de desmantelar el ramal que iba hasta Peña del Hierro.
La cuestión del ferrocarril de Peña del Hierro fue motivo en su época de un gran debate público en la provincia de Huelva, contando con partidarios y detractores a partes iguales. La RTC puso en marcha su red de influencias, lanzando una campaña contraria al proyecto en los medios de comunicación y entre las «fuerzas vivas». Paralelamente, ya en 1910 las empresas propietarias de Peña del Hierro y las minas de Cala ya habían firmado un convenio de cara a la construcción del trazado previsto. Tras obtenerse la concesión del Estado, los trabajos se iniciaron en 1913 y corrieron a cargo de la compañía de las Minas de Cala. La dificultad de la orografía de la zona supuso que durante la construcción debieran acometerse numerosas obras de fábrica, incluyendo túneles y viaductos.

### Funcionamiento y clausura

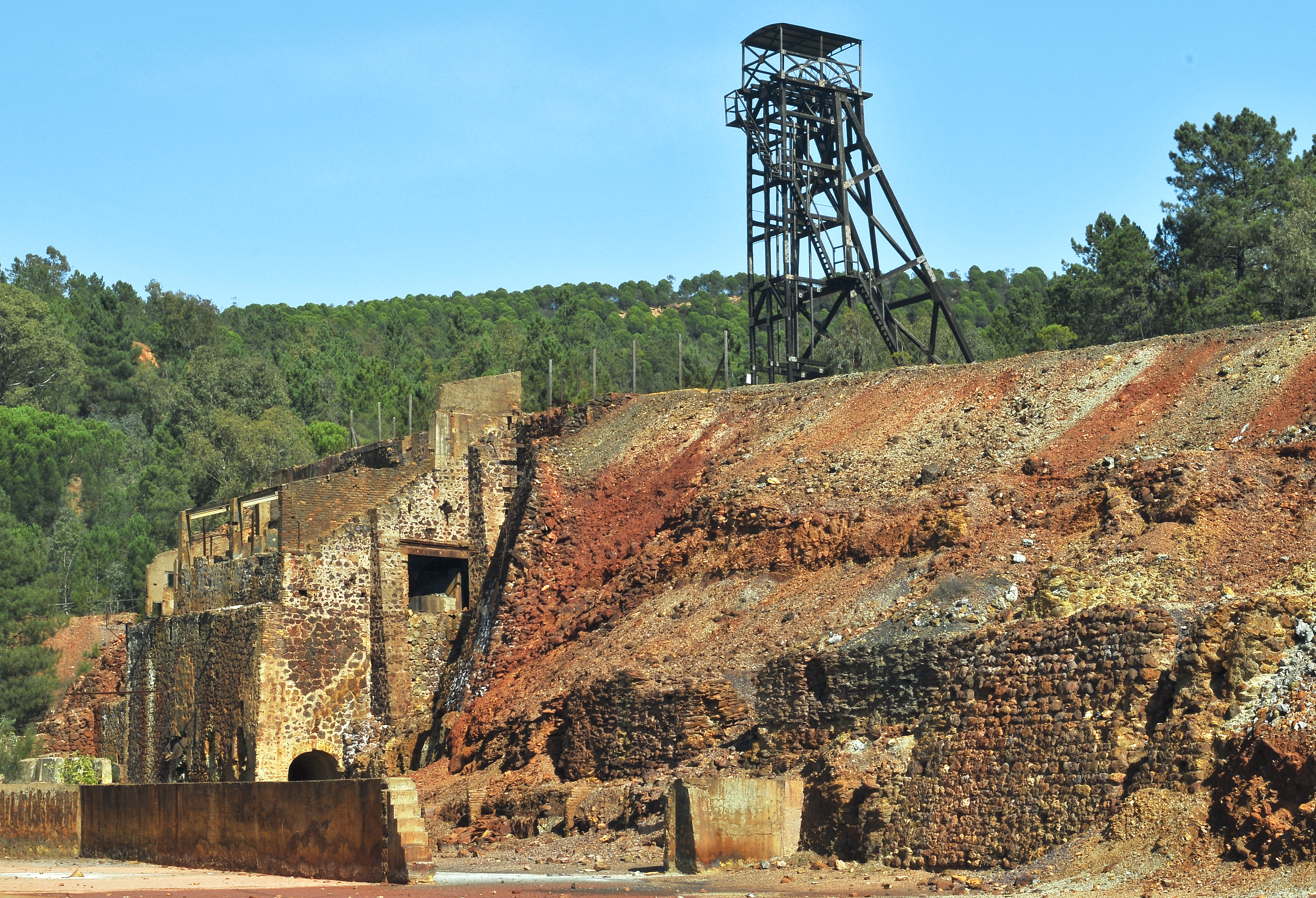
Vista de las antiguas instalaciones mineras de Peña del Hierro, 2014.

La línea férrea se inauguró oficialmente el 14 de septiembre de 1914. Mediante el nuevo trazado se enlazaba con la red del ferrocarril de minas de Cala a través de una bifurcación en Castillo de las Guardas, permitiendo la salida de la pirita onubense por San Juan de Aznalfarache (Sevilla). Allí se había levantado un cargadero sobre el río Guadalquivir. La explotación del trazado corrió a cargo de la Sociedad Anónima Minas de Cala. No obstante, la Peña Copper Mines Company Limited llegó a contar con un pequeño parque motor de ocho locomotoras de vapor y varias decenas de vagones para el transporte de mineral extraído. La actividad de esta flota se limitaba al yacimiento de Peña del Hierro, donde se levantó una red de vías y ramales que conectaban con las diversas explotaciones de la zona.
La explotación ferroviaria fue problemática desde fechas bien tempranas, bien porque a veces no se transportaban las cantidades mínimas de mineral que se habían estipulado o bien por las circunstancias adversas de la época, como fue el estallido de la Primera Guerra Mundial. Con el paso de los años el constante aumento de gastos en el transporte acabó suponiendo un serio problema. El trazado fue clausurado al tráfico en 1954 debido a la pérdida de funcionalidad, aunque hay fuentes que indican que para 1949 este ya había dejado de operar. El ferrocarril se desmanteló en 1960, quedando abandonadas el resto de las instalaciones.
Desde 2005 el antiguo trazado ferroviario se encuentra inscrito como bien inmueble en el Catálogo General del Patrimonio Histórico Andaluz.

## Características
El ferrocarril poseía una longitud de unos 21 kilómetros, transcurriendo el trazado a caballo entre las provincias de Huelva y Sevilla. Dada la accidentada orografía de la zona, con un terreno muy irregular y plagado de desniveles, durante las obras hubieron de construirse numerosos tramos en trinchera, así como túneles y puentes. De entre las obras de fábrica que se acometieron destacan los puentes sobre la rivera del Jarrama y el arroyo Crispinejo, así como sendos túneles situados en los kilómetros 6 y 12. También se construyeron diversas instalaciones para la explotación ferroviaria: estaciones, depósitos de agua y aguadas, casetas, etc. En Peña del Hierro se levantó un complejo que disponía de una estación ferroviaria, cocheras y placa giratoria para las locomotoras.